# شاهي (العراق)
شاهي: قرية تقع في العراق وتبعد عن الكوفة سبعة فراسخ وعن القادسية خمسة وعشرون فرسخاً
.
وورد ذكر هذا الموضع في عدد من المصادر، فجاء في نهج البلاغة:ان الحسن بن علي عندما أراد لقاء معاوية بن أبي سفيان بعث إليه عبيد الله بن العباس بن عبد المطلب مع العسكر، فمر بعدة منازل، حتى خرج من شاهي ثم لزم الفرات و الفلوجة.
كما جاء في مقاتل الطالبيين: ان يحيى بن عمر بن يحيى بن الحسين بن زيد بن علي بن الحسين، بعد زيارته قبر الحسين، قصد شاهي فأقام بها الليل، ثم دخل الكوفة ليلاً... فعارضه المعروف بوجه الفلس فقاتله قتالاً شديداً، فانهزم عن يحيى فلم يتبعه.ومضى وجه الفلس لوجهه حتى وصل شاهي .
وقال ياقوت الحموي: شاهي: موضع قرب القادسية مما احسب. وقد اورد عنها حكاية في معجمه واشار فيها إلى موضع شاهي، فيقول: كان شريك بن عبدالله على قضاء الكوفة فخرج يتلقى الخيزران، فبلغ شاهي وأبطأت الخيزران، فأقام ينتظرها ثلاثاً، فيبس خبزه فجعل يَبِلّه بالماء، فقال العلاء بن المناهل: 
وتقع قرية شاهي على طريق الحج العراقي للخارج من بغداد يريد الكوفة. وقد ذكر ابن خرداذبة منازل الطريق من مدينة السلام إلى مكة فقال: من بغداد إلى جسر كوثى سبعة فراسخ، ثم إلى قصر ابن هبيرة خمسة فراسخ، ثم إلى سوق أسد سبعة فراسخ، ثم إلى شاهي سبعة فراسخ، ثم إلى الكوفة خمسة فراسخ، فلذلك أحد وثلاثون فرسخاً.وذكر الطبري في تاريخه: انه على الفرات هناك معبر يعرف بمعبر قرية شاهي.